# 泰奧多爾·汪尼亞·米夏埃爾
泰奧多爾·汪尼亞·米夏埃爾（德語：Theodor Wonja Michael，1925年1月15日—2019年10月19日），德國演員、記者與納粹主義的見證者。

## 生平
1925年，泰奧多爾·汪尼亞·米夏埃爾出生在柏林；他的父親是位來自德屬喀麥隆的黑人，在19世紀末遷居當地工作，並與數位白人女性結婚生子，他的母親是其中一位女子。
他自小學習德語且成長於當地，而不熟悉其他語言；但從小就與兄弟姊妹被當作「異民族展覽」的對象，屢屢被好奇的人們觸摸等。成長過程中，他也十分害怕自己遭人注目，甚至擔心在醫院就醫時會被非自願結紮。
在納粹德國時期，他因膚色遭雇主開除，甚至被政府撤銷國籍；當時，他的護照被當局收回，並被換發為「外來者身分證」，其上註明他的身份為「無國籍者」，特徵是「黑人」。同時，他也一度欲申請加入希特勒青年團。後來，他在德國的電影產業中找到工作，在多部親納粹導演的作品中飾演黑奴等角色；但是，他也因在納粹政治宣傳電影中演出而暫時得以不被迫害。戰爭爆發後，他還是被送入集中營參與強迫勞動。
戰爭結束後，他因在集中營倖存下來，而一度遭懷疑是納粹共犯。同時，他終於得以接受進一步的教育。大學畢業後，他曾擔任記者，後來又以「非洲專家」的名義入德國聯邦情報局工作。
退休後，他定居在科隆，並持續活躍於德國的黑人社群。 2013年，他因出版回憶錄而名聲大噪。
2018年，他被授予聯邦十字服務勳章。

## 外部連結
- 泰奧多爾·汪尼亞·米夏埃爾在互联网电影资料库（IMDb）上的資料（英文）